# 扬·塔拉费塔
扬·塔拉费塔·塞拉诺（西班牙語：Ian Tarrafeta Serrano，1999年1月4日—），西班牙男子手球运动员。他曾代表西班牙国家队参加2024年夏季奥林匹克运动会男子手球比赛，获得一枚铜牌。